# Wiborgia
Wiborgia é um género botânico pertencente à família Fabaceae.